# Lemony Snicket's A Series of Unfortunate Events
Lemony Snicket's A Series Of Unfortunate Events (titulada: Una serie de catastróficas desdichas de Lemony Snicket en España, Lemony Snicket, Una serie de eventos desafortunados en Hispanoamérica) es una película de comedia oscura, realismo mágico, aventuras, misterio, drama, época, gótica, neovictoriana estadounidense de 2004 dirigida por Brad Silberling. Es una adaptación de las tres primeras novelas Un mal principio, La habitación de los reptiles y El ventanal, de la serie de libros A Series of Unfortunate Events de Lemony Snicket, el seudónimo de Daniel Handler. Fue protagonizada por Jim Carrey, Emily Browning, Liam Aiken, Timothy Spall y Meryl Streep, con narración de Jude Law y cameos de Catherine O'Hara y Dustin Hoffman. El filme narra la historia de tres huérfanos que son adoptados por un misterioso actor teatral, el Conde Olaf, quien trata de robarles la fortuna que heredaron de sus padres.
La producción del filme fue complicada. Inicialmente Nickelodeon Movies compró los derechos para adaptar los libros a Daniel Handler en mayo de 2000 y en junio de 2002 Barry Sonnenfeld fue seleccionado como director, quien contrató a Handler para escribir el guion y buscó a Jim Carrey para interpretar a Olaf. Sin embargo, el director abandonó el proyecto en enero de 2003 alegando problemas con el presupuesto y Brad Silberling fue elegido como su sustituto. Robert Gordon reescribió el guion de Handler y la filmación se inició en noviembre de 2003 en los estudios de Paramount Pictures y Downey Studios. La producción contó con la participación del diseñador de producción Rick Heinrichs, la diseñadora de vestuario Colleen Atwood y el director de fotografía Emmanuel Lubezki. Los efectos especiales estuvieron a cargo de la empresa Industrial Light & Magic.
El filme fue estrenado en 13 de diciembre de 2004 y en general fue recibida positivamente por la crítica. Además recaudó $209 millones a nivel mundial y fue nominada a varios premios, ganando el Óscar al mejor maquillaje.

## Argumento
La inventora Violet Baudelaire, su inteligente hermano Klaus y su pequeña hermana de dientes afilados, Sunny, y quien la confunden como una simio, quedan huérfanos después de que un incendio destruye la casa de sus padres y son puestos al cuidado del Sr. Poe, un gerente bancario, quien los confía a su «pariente más cercano», el Conde Olaf (Jim Carrey), cuyo nombre es una referencia al conde Orlok. Sin embargo, el Conde sólo está interesado en la enorme fortuna que Violet heredará cuando tenga 18 años.
Luego de que Olaf trata de matar a los niños dejándolos encerrados dentro de un coche aparcado en las vías del tren, el Sr. Poe envía a los Baudelaire a vivir con su tío, el Dr. Montgomery Montgomery, un alegre y excéntrico herpetólogo que está planeando un viaje a Perú. Desgraciadamente su estadía con Monty termina cuando Olaf aparece disfrazado, haciéndose llamar Stephano, lo asesina y culpa a una serpiente inofensiva de su muerte. Sin embargo, justo antes de que Olaf se lleve a los niños, Sunny revela la naturaleza mansa de la serpiente y el plan de Olaf es expuesto. El Sr. Poe acepta la culpabilidad de Stephano, pero no reconoce su verdadera identidad y Olaf logra escapar.
Los Baudelaire son puestos al cuidado de su tía Josephine Anwhistle, quien vive en una casa que cuelga sobre un precipicio en el Lago Lacrimógeno. Josephine sufre de múltiples fobias, pero aun así vive en una casa llena de los objetos que le dan miedo, ya que su fobia a los agentes de bienes raíces le impide mudarse. En un cuarto de la casa, los niños encuentran fotografías y documentos que al parecer tienen pistas sobre la causa del incendio que mató a sus padres. Sin embargo, Olaf aparece nuevamente, disfrazado como un marinero llamado Capitán Sham y obtiene la confianza de la tía Josephine rápidamente. Un huracán azota el Lago Lacrimógeno, destruye la casa y de paso revela que casi todas las fobias de Josephine en realidad estaban fundadas, Olaf vuelva a obtener la custodia de los Baudelaire al rescatarlos, dejando atrás a Josephine, quien es devorada por las sanguijuelas carnívoras del lago.
Olaf decide ejecutar un nuevo plan para hacerse con la fortuna, poniendo en escena una obra teatral protagonizada por sí mismo y por Violet. En la obra, los personajes de ambos se casan, pero de tal manera que el matrimonio es legal, dándole al Conde acceso a la herencia. Para que la boda sea legal, Olaf consigue que la Juez Strauss, una juez de verdad, interprete al personaje de juez en la obra. Para garantizar la cooperación de Violet, el conde esconde a Sunny y amenaza con matarla. Sin embargo, Klaus logra incinerar el certificado de matrimonio cuando sube a una torre cerca del lugar donde se presenta la obra y descubre una lupa gigante, la cual fue usada por Olaf para causar el incendio que mató los padres de los niños. Olaf es arrestado y sentenciado a sufrir los mismos infortunios que los niños sufrieron. Después de esto, el conde escapa tras ser revocada su sentencia por un jurado compuesto por sus compinches del teatro. 
Los huérfanos visitan las ruinas de su casa y encuentra una carta que sus padres escribieron antes de morir, en la cual los animan y les dan esperanza. En el sobre de la carta también hallan un catalejo, el cual parece ser el símbolo de una sociedad secreta llamada V.F.D., a la cual sus padres y sus parientes pertenecían. La película termina con los huérfanos yendo a la casa de sus nuevos guardianes.

## Reparto
| Personaje                             | Actor                           |
| ------------------------------------- | ------------------------------- |
| Conde Olaf                            | Jim Carrey                      |
| Violet Baudelaire                     | Emily Browning                  |
| Klaus Baudelaire                      | Liam Aiken                      |
| Sunny Baudelaire                      | Kara Hoffman Shelby Hoffman     |
| Lemony Snicket (voz)                  | Jude Law                        |
| Tío Monty                             | Billy Connolly                  |
| Tía Josephine                         | Meryl Streep                    |
| Sr. Poe                               | Timothy Spall                   |
| El hombre con ganchos en vez de manos | Jamie Harris                    |
| El hombre calvo                       | Luis Guzmán                     |
| Ayudante de Conde Olaf #1             | Jennifer Coolidge               |
| Ayudante de Conde Olaf #2             | Jane Adams                      |
| Juez Strauss                          | Catherine O'Hara                |
| Crítico                               | Dustin Hoffman                  |
| Fotógrafo                             | Daniel Handler (Lemony Snicket) |
| Sra. Poe                              | Deborah Theaker                 |
| Agente de bienes raíces               | Jane Lynch                      |
| Beatrice Baudelaire                   | Helena Bonham Carter            |

Jim Carrey no había leído los libros cuando fue elegido para interpretar al conde, pero se convirtió en un admirador de la serie rápidamente y ha dicho que «los libros de Handler cuentan una historia infantil de una manera original y atrevida». A Carrey le atrajo el papel desde el principio, a pesar de que le preocupaba que fuera visto como una parodia a sí mismo. El actor improvisó varias escenas, con la aprobación del director Brad Silberling, en particular aquellas en que personificaba a los álter egos de Stephano y del capitán Sham. Para que la aplicación y uso del maquillaje prostético fuera más fácil, Carrey se rasuró la cabeza. El actor reconoció que se inspiró en Orson Welles y Béla Lugosi para la voz de Olaf.
Emily Browning fue seleccionada para interpretar a Violet Baudelaire cuando asistió a una audición en Australia. Recibió el libreto original de Handler cuando Sonnenfeld todavía era el director y audicionó usando un acento británico. La actriz no fue elegida oficialmente hasta que Silberling se incorporó al proyecto y posteriormente se decidió que usara un acento estadounidense. Al igual que Carrey, Browning no había leído los libros, pero rápidamente se convirtió en una admiradora de la serie.
Originalmente, se eligieron unas hermanas trillizas para interpretar a Sunny Baudelaire, pero estas empezaron a sufrir de pánico escénico poco después del inicio de la filmación, por lo que debieron ser reemplazadas por las mellizas Kara y Shelby Hoffman.

## Producción

### Desarrollo
Nickelodeon Movies compró los derechos para realizar una versión cinematográfica de la serie A Series of Unfortunate Events en mayo de 2007 y Paramount Pictures, la compañía dueña de Nickelodeon Movies, aceptó cofinanciar el proyecto junto con el productor Scott Rudin. Varios directores, incluyendo a Terry Gilliam y Roman Polanski, mostraron interés en el filme, aunque el autor Daniel Handler comentó que su favorito era Guy Maddin. Sin embargo, en junio de 2002, Barry Sonnenfeld fue contratado como director principalmente porque había colaborado anteriormente con Rudin y por su estilo enfocado en el humor negro tal y como se puede apreciar en The Addams Family, Addams Family Values y Get Shorty. Sonnenfeld dijo que los libros de Lemony Snicket eran sus novelas para niños favoritas y contrató a Handler para que escribiera el guion con la intención de hacer un musical. Asimismo, en septiembre de 2002, el director eligió a Jim Carrey para interpretar al Conde Olaf.
El proyecto sufrió varios contratiempos en diciembre de 2002, después de que Rudin decidiera abandonar la producción por conflictos presupuestarios. Aunque Sonnenfeld y Carrey decidieron permanecer en el proyecto, el director reconoció que no creía que el presupuesto de $100 millones propuesto por Paramount fuera suficiente. El estudio decidió trasladar la filmación de Hollywood a Wilmington (Carolina del Norte) para reducir costos y el inicio del rodaje, que se tenía previsto para abril de 2003, tuvo que ser pospuesto. Paramount resolvió la situación en enero de 2003 al obtener el apoyo de DreamWorks para cofinanciar el proyecto, pero el director Sonnenfeld renunció. Aunque él y Rudin no volvieron a involucrarse con la producción, ambos recibieron crédito como productores ejecutivos. El actor Carrey decidió permanecer con la condición de que la elección del próximo director tuviera que contar con su aprobación.
Brad Silberling fue contratado como el nuevo director en febrero de 2003 y, aunque no estaba familiarizado con la serie de libros, rápidamente leyó las tres primeras novelas y declaró emocionado que «Hollywood está haciendo una apuesta al poner más de $100 millones para adaptar a la pantalla grande estos ingeniosos libros infantiles». Handler, quien había escrito ocho bocetos del guion para Sonnefeld, fue reemplazado por Robert Gordon en mayo de 2003. Handler aprobó los cambios que fueron hechos a su guion y, aunque el Gremio de Escritores de América, Oeste, le ofreció crédito como guionista, lo rechazó diciendo que sería «un insulto para el tipo que lo escribió».

### Filmación
La filmación estaba programada para iniciarse en octubre de 2003, pero fue pospuesta nuevamente y no comenzó hasta el 10 de noviembre de ese año en Paramount Studios en Hollywood. Silberling evitó usar muchos efectos digitales o en croma porque quería que los actores jóvenes sintieran que estaban trabajando en un ambiente realista. La mansión de Olaf ocupó dos platós, mientras que el cementerio y las ruinas de la mansión de los Baudelaire fueron construidos en un plató exterior al lado de los estudios. Después de 21 semanas en esta ubicación, la producción se trasladó a los Downey Studios, donde la filmación continuó durante ocho semanas más. Estos estudios albergaron el plató con escenografía de perspectiva forzada para la escena del tren y un tanque con agua con capacidad para más de un millón de galones, el cual fue usado para filmar las escenas ambientadas en la Playa Salada, el Lago Lacrimógeno, el Muelle Damocles y la Cueva Sombría. La filmación finalizó el 29 de mayo de 2004.

### Diseño
Silberling, el diseñador de producción Rick Heinrichs y la diseñadora de vestuario Colleen Atwood querían que el filme fuera un poco ambiguo en términos de diseño para dar la sensación de ser intemporal. Además, Heinrichs incluyó diseños steampunk. Asimismo, Silberling contrató a Emmanuel Lubezki como director de fotografía porque quedó impresionado por su trabajo en Sleepy Hollow, en la cual también trabajaron Heinrichs y Atwood. La dirección artística estuvo inspirada en el filme La noche del cazador, el cual también es una influencia en los libros de Handler.
Lubezki utilizó un estilo similar al que había usado en Sleepy Hollow, lo cual se puede apreciar en el aspecto monocromático de ambos filmes. Asimismo, decidió usar paletas de colores diferentes para cada ambiente en A Series of Unfortunate Events. Lubezki comentó que: «La historia es bastante episódica por lo que elegimos un esquema de color diferente para cada sección. Por ejemplo, la casa del Conde Olaf tiene muchos verdes, negros y grises; la del Tío Monty tiene muchos verdes y cafés y un poco de amarillo; y la casa de la Tía Josephine tiene azules y negros». Robert Yeoman reemplazó a Lubezki cuando este tuvo que abandonar la producción, ya que se había comprometido previamente a trabajar en El nuevo mundo de Terrence Malick. Yeoman trabajó principalmente en las escenas filmadas en el tanque de agua en los Downey Studios.

### Efectos visuales
Industrial Light & Magic (ILM), bajo la supervisión de Stefen Fangmeier, estuvo a cargo de los efectos visuales de la película. El equipo de producción trató de usar el menor número posible de efectos digitales, aunque el tren y el humo de la escena del cruce de ferrocarriles fueron creados usando animación digital. ILM también usó la técnica de corrección de color para la escena en el Lago Lacrimógeno, la cual también incluyó sanguijuelas animadas digitalmente. Los animadores digitales estudiaron imágenes de la temporada de huracanes en el Atlántico de 2003 para crear con precisión el huracán Herman y las serpientes usadas en las escenas en la casa del Tío Monty fueron una combinación de serpientes reales y animatrónicos, los cuales fueron usados como modelos de referencia y posteriormente mejorados digitalmente por ILM.
Debido al peligro que representa trabajar con niños pequeños, cuatro de las escenas de Sunny Baudelaire fueron filmadas usando tecnología de captura de movimiento e imágenes generadas por computadora. El supervisor de animación Colin Brady usó a su hija como modelo para la captura de movimiento y el técnico de efectos especiales Kevin Yagher diseñó un animatrónico de Sunny, el cual podía ser manejado por control remoto.

### Mercadeo
En octubre de 2002, Nickelodeon Movies contrató a Activision para producir un videojuego que acompañara al filme. El videojuego salió a la venta con el nombre de Lemony Snicket's A Series of Unfortunate Events en noviembre de 2004, un mes antes del estreno de la película.
El director Brad Silberling entregó el primer corte del filme a los estudios en agosto de 2004. Sin embargo, Paramount y DreamWorks temían que esa versión fuera «demasiado oscura», por lo que decidieron realizar varias funciones de prueba para analizar la aceptación del público. Debido a los resultados de estas pruebas, el filme fue reeditado para que fuera apto para toda la familia.
La película fue estrenada en el Cinerama Dome el 13 de diciembre de 2004 y un área de 1900 metros cuadrados fue decorada con escenografía del filme en Vine Street, cerca del lugar del estreno. La campaña publicitaria de la película fue criticada por el uso de eslóganes antinavideños como «Quitándole la alegría a la Navidad».

## Recepción

### Taquilla
Lemony Snicket's A Series of Unfortunate Events fue lanzada en Estados Unidos y Canadá el 17 de diciembre en 3 620 salas de cine, recaudando US$30 061 756 en su fin de semana de estreno y ocupando el primer puesto en términos de recaudación durante su primera semana en cartelera antes de tener que competir con filmes como Meet the Fockers, El aviador y Coach Carter. La película recaudó $118 634 549 en los Estados Unidos y $90 439 096 en el resto del mundo, convirtiéndose en el filme más taquillero de Nickelodeon Movies, un récord que no fue sobrepasado hasta 2010 con el lanzamiento de The Last Airbender.

### Crítica
La película recibió críticas generalmente positivas. Rotten Tomatoes reportó que a 71 % de los críticos les agradó el filme, basado en 155 críticas con un puntaje promedio de 6,6/10, mientras que Metacritic reportó un puntaje de 62 de 100 basado en 37 críticas.
Robert K. Elder del Chicago Tribune alabó el diseño de producción de Rick Heinrichs y al actor Jim Carrey por haber dado una actuación balanceada a pesar de que su personaje sea un «robaescenas» y escribió que la película era «excepcionalmente audaz, cómicamente sombría y mordazmente subversiva». A Desson Thomson de The Washington Post también le gustó la película, particularmente la caracterización del Conde Olaf: «Olaf es un villano sin sentido del humor en los libros. No es tan gracioso como Carrey. A lo que yo respondería: Si no puedes dejar a Carrey ser Carrey, pon a alguien aburrido y menos caro en el papel. En sus diferentes disfraces es maleable, inventivo e inspirador de una manera improvisada».
Ty Burr de The Boston Globe emitió una crítica mixta, comentando que «el director Brad Silberling ha hecho básicamente una película de Tim Burton sin todas las extrañezas del sufrimiento adolescente. Al mismo tiempo, Silberling no es tan malo como Chris Columbus y Snicket tiene más vigor y arte cinematográfico que las dos primeras películas de Harry Potter. Aunque el filme no es una obra maestra, al menos tú sabes que está en las manos de gente que sabe lo que hace. Al igual que los libros, la película adula la idea innata que llevan los niños de que el mundo no es un lugar perfecto y que cualquiera que diga lo contrario está tratando de venderte algo.» Scott Foundas de la revista Variety también encontró semejanzas con las películas de Burton, pero criticó a los cineastas por poner más énfasis en elementos visuales como la escenografía y la cinematografía que en el argumento. Foundas escribió que «A Series of Unfortunate Events nos da una idea como hubiera sido Mary Poppins si Tim Burton la hubiera dirigido. Por lo que no es sorpresivo que Rick Heinrichs, quien ha sido el diseñador de producción de Burton durante los últimos años, haya trabajado en el filme, mientras que Emmanuel Lubezki (quien trabajó en Sleepy Hollow) contribuyera con la cinematografía expresionista».
El crítico James Berardinelli sintió que «el filme es una fantasía principalmente, pero también hay ideas oscuras que apenas sobresalen y hay que darle crédito a Silberling por no permitir que estas absorban la película. Lemony Snicket's A Series of Unfortunate Events consigue ser ingeniosa durante toda su duración». Asimismo, Roger Ebert dio una crítica mixta: «Jim Carrey excede sus propios límites como el Conde Olaf, pero supongo que un personaje con ese nombre debe extralimitarse por definición. Me gustó el filme, pero les voy a decir algo. Creo que la película es una prueba para la serie, en la que los cineastas descubren qué funciona y qué necesita ser eliminado. Spider-Man fue una decepción, pero el mismo equipo de trabajo regresó e hizo Spider-Man 2, la mejor película de superhéroes de toda la historia».

## Premios
Lemony Snicket's A Series of Unfortunate Events fue nominada en cuatro categorías en los Premios Óscar de 2004, pero solo Valli O'Reilly y Bill Corso ganaron en la categoría de mejor maquillaje. Los otros nominados fueron Rick Heinrichs y Cheryl Carasik (Mejor dirección de arte), Colleen Atwood (Mejor diseño de vestuario) y Thomas Newman (Mejor banda sonora). La película también estuvo nominada al Premio Saturn a la mejor película de fantasía, pero perdió ante Spider-Man 2. Asimismo O'Reilly y Corso estuvieron nominados al Premio Saturn en la categoría de mejor maquillaje, la cual fue ganada por Jake Garber, Matt Rose y Mike Elizalde por Hellboy.